# Halecium expansum
Halecium expansum is een hydroïdpoliep uit de familie Haleciidae. De poliep komt uit het geslacht Halecium. Halecium expansum werd in 1928 voor het eerst wetenschappelijk beschreven door Trebilcock. 